# Rashed al-Huti
Rashed Khalil Ebrahim Talha Khalil Al Huti (ur. 24 grudnia 1989) – bahrajński piłkarz występujący na pozycji obrońcy w drużynie East Riffa.

## Kariera piłkarska
Rashed Al Huti od początku kariery gra w klubie East Riffa. W 2010 zadebiutował w reprezentacji Bahrajnu. W 2011 został powołany do kadry na Puchar Azji rozgrywany w Katarze. Jego drużyna zajęła 3. miejsce w grupie i nie awansowała do dalszej fazy.